# Avery (Californië)
Avery is een plaats in Calaveras County in Californië in de VS. Het oudste, nog steeds bestaande, hotel van Calaveras County bevindt zich in Avery. Vroeger was het bekend als "Half Way House" aangezien het zich bevindt tussen 'Murphys' en 'Calaveras Big Trees State Park'. Het hotel werd reeds gebouwd in 1853.

## Geografie
De totale oppervlakte bedraagt 11,7 km² (4,5 mijl²) waarvan alles land is.

## Demografie
Volgens de census van 2000 bedroeg de bevolkingsdichtheid 57,5/km² (149,1/mijl²) en bedroeg het totale bevolkingsaantal 672 als volgt onderverdeeld naar etniciteit:
- 93,01% blanken
- 1,04% inheemse Amerikanen
- 0,60% Aziaten
- 0,30% mensen afkomstig van eilanden in de Grote Oceaan
- 1,79% andere
- 3,27% twee of meer rassen
- 4,32% Spaans of Latino

Er waren 276 gezinnen en 195 families in Avery. De gemiddelde gezinsgrootte bedroeg 2,43.

## Plaatsen in de nabije omgeving
De onderstaande figuur toont nabijgelegen plaatsen in een straal van 16 km rond Avery.